# Gemaal (molen)

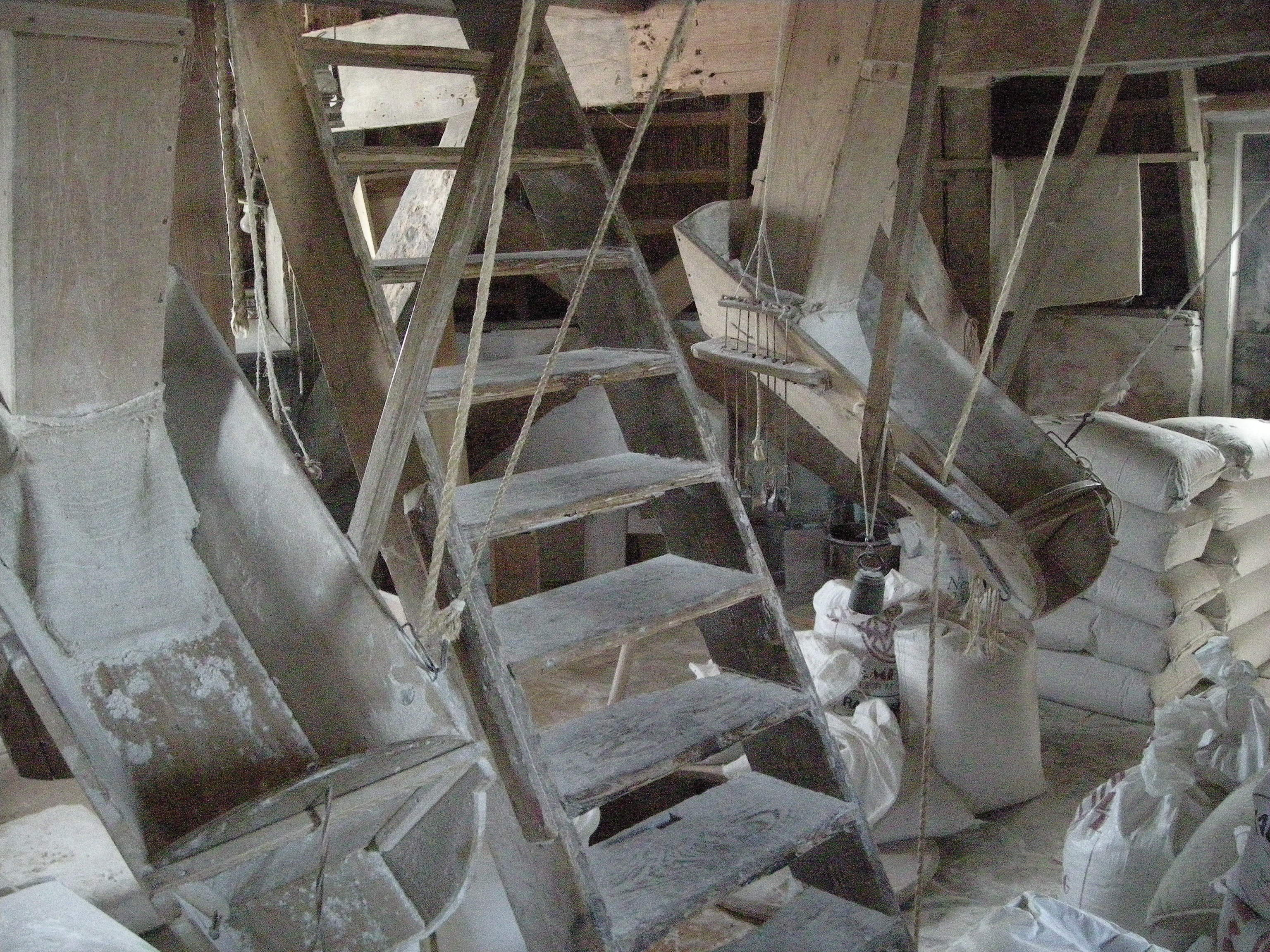
Gemaal van 't Lam in Woudsend

Het gemaal is het woord dat werd gebruikt voor het graan dat op een korenmolen wordt gemalen. Tegenwoordig wordt veelal van het maalgoed gesproken.
Ruim 260 jaar lang (tot 1856) bestond er een belasting op het gemaal, waarmee bedoeld werd dat er voor elke zak graan die ter vermaling bij de molen werd aangeboden, een bepaald bedrag aan belasting (impost) moest worden betaald.
Op de naleving van deze belasting werd toezicht gehouden door een ambtenaar, voor wie in de provincie Groningen zelfs een huisje (de sarrieshut) naast de molen werd gebouwd.